# 圖庫馬柴山 (堯利省)
11°38′38″S 76°9′35″W / 11.64389°S 76.15972°W
圖庫馬柴山（Tukumach'ay），是秘魯的山峰，位於該國中部胡寧大區的堯利省，處於瓦克拉科查湖以南，屬於安第斯山脈的一部分，海拔高度約5,000米。